# Шарапановка
Шарапа́новка (укр. Шарапанівка) — село на Украине, находится в Крыжопольском районе Винницкой области.
Код КОАТУУ — 0521986601. Население по переписи 2001 года составляет 1187 человек. Почтовый индекс — 24630. Телефонный код — 4340.
Занимает площадь 5,408 км².

## Религия
В селе действует храм Рождества Пресвятой Богородицы Крыжопольского благочиния Могилёв-Подольской епархии Украинской православной церкви.

## Адрес местного совета
24630, Винницкая область, Крыжопольский р-н, с. Шарапановка, ул. Калинина, 1, тел. 2-97-42; 2-97-31